# Haruhiko Yamanouchi
Pour les articles homonymes, voir Yamanouchi (homonymie).
Haruhiko Yamanouchi, connu aussi sous le nom Hal Yamanouchi, né le 20 avril 1946 à Tokyo en Japon, est un acteur japonais avec la nationalité italienne.

## Biographie
Yamanouchi a étudié l'art dramatique, la danse et le mime entre Tokyo et Londres. En 1976, il a déménagé en Italie, où il a épousé la journaliste de télévision Teresa Piazza et il a commencé sa carrière dans le cinéma en participant à nombreux films d'exploitation italiens.
Acteur très prolifique, il a participé à plus de quatre-vingts productions cinématographiques et télévisuelles italien et américain. Son rôle le plus célèbre est celle de l'antagoniste Ichiro Yashida, le Samouraï d'argent, dans Wolverine : Le Combat de l'immortel.

## Filmographie partielle

### Cinéma
- 1977 : Viol sous les tropiques (Emanuelle e gli ultimi cannibali) de Joe D'Amato
- 1980 : Je suis photogénique (Io sono fotogenico) de Dino Risi
- 1980 : Héros d'apocalypse (L'ultimo cacciatore) de Antonio Margheriti
- 1983 : 2019 après la chute de New York (2019 - Dopo la caduta di New York) de Sergio Martino
- 1983 : Le Gladiateur du futur (Endgame - Bronx lotta finale) de Joe D'Amato
- 1983 : 2020 Texas Gladiators (Anno 2020 - I gladiatori del futuro) de Joe D'Amato
- 1983 : Sing Sing de Sergio Corbucci
- 1984 : 2072, les mercenaires du futur (I guerrieri dell'anno 2072) de Lucio Fulci
- 1985 : Joan Lui (Joan Lui - Ma un giorno nel paese arrivo io di lunedì) de Adriano Celentano
- 1989 : La casa delle anime erranti d'Umberto Lenzi
- 1989 : Sinbad (Sinbad of the Seven Seas) d'Enzo G. Castellari
- 1992 : Un ours nommé Arthur (Un orso chiamato Arturo) de Sergio Martino
- 1997 : Nirvana de Gabriele Salvatores
- 1998 : L'Éléphant blanc de Gianfranco Albano
- 2004 : La Vie aquatique (The Life Aquatic with Steve Zissou) de Wes Anderson
- 2008 : La rabbia de Louis Nero
- 2009 : Push de Paul McGuigan
- 2010 : Les Chemins de la liberté (The Way Back) de Peter Weir
- 2010 : Un tigre parmi les singes (Gorbaciof) de Stefano Incerti
- 2012 : 11 settembre 1683 (aussi The Day of the Siege: September Eleven 1683) de Renzo Martinelli : Murad Giray
- 2013 : Wolverine : Le Combat de l'immortel (The Wolverine) de James Mangold
- 2014 : The Girl from Nagasaki de Michel Comte et Ayako Yoshida
- 2016 : Zoolander 2 de Ben Stiller

### Télévision
- 2001 : Un sacré détective (Don Matteo)
- 2011 ; 2014 : Rex, chien flic (Kommissar Rex)
- 2014 : Street Fighter: Assassin's Fist